# Carl Ludwig Jessen
Carl Ludwig Jessen (født 22. februar 1833 i Dedsbøl (Deezbüll), død 4. januar 1917 samme sted) var en dansk-tysk maler fra Nordfrisland.
Jessen boede næsten 10 år i København. Derefter rejste han til Paris og Rom. I 1875 vendte han hjem til Nordfrisland. 
Han blev på Kunstakademiet i København grebet af tidens nationale strømning i kunsten, der i hans tilfælde førte til utallige skildringer af hjemegnens folkeliv og traditionelle nordfrisiske interiører. Han var en søgt portrætmaler og udførte malerier til flere kirker på sin egn. En lang række af hans værker findes på nordtyske museer og Sønderjyllands Kunstmuseum.

## Liv
Jessen blev født 1833 i Dedsbøl (Deezbüll), nu en del af Nibøl (Niebüll). Efter en læretid som tømrer arbejdede han som dekoratør på gårde i marsklandet i Nordfrisland. Mellem 1848 og 1854 begyndte han som selvuddannet portrætmaler. I 1853 forlod han tømrervirksomheden og fokuserede udelukkende på maleri. Fra 1856 til 1865 studerede han ved Det Kongelige Danske Kunstakademi i København i Wilhelm Marstrands klasse med et stipendium ydet af velhavere. Gennem Marstrand og malerkolleger blev Jessen påvirket af Høyens idé om at male dansk nationalhistorie og tradition
Da Danmark mistede hertugdømmerne Slesvig og Holsten til Preussen og Østrig i 1865 efter at Wien-traktaten (1864) afsluttede Anden Slesvigske Krig, vendte Jessen tilbage til Nordfrisland. Et stipendium fra staten Preussen gjorde det muligt for ham at rejse til Paris og Rom i 1867 og 1868. I løbet af 1869/70 boede han i Klockries nær Risum. 1876 vendte han tilbage til Deezbüll, hvor han levede af portrætter og idealiserede hjemstavnsmalerier i den stil, han lærte i København.
I 1893 giftede han sig med Martha Elisabeth Benecke fra Hamborg. I modsætning til Jessens landlige malerier byggede parret et moderne hus, som stadig var atypisk for området. Uwe Claassen bemærker, at Jessens sociale karriere i Nordfrisland gik forud for hans ry som maler, da han havde mange æresudnævnelser. I 1910, 77 år gammel, blev Jessen tildelt en æresprofessortitel fra Kiels Universitet. Han døde i Deezbüll i 1917.

## Billeder
| - Portrætstudier - Gammel kone ved spinderok, 1866 - Svigerinde Fanni Jessen, 1866 - Portræt af Peter Henningsen fra Niebüll, 1869 - Læsende bonde med 'Zipfelmütze', 1869 - Kvinde ved rokken, 1870 - Portrætstudie af kvinde, 1875 - Mand ved brønden, 1875 |

| - Andre værker af Carl Ludwig Jessen - Blik ud af vinduet, 1858 Der Blick aus dem Fenster - To piger fra Før/Föhr, 1859 - En bryllupsmorgen på Før, ca. 1860 - Frisisk diele, 1865 |

| - Blå stue i Ullebøl/Uhlebüll, 1866 - Parisercafé, 1868 - Alkove, 1869 - Rødt værelse hos Paul Moritzen, 1869 - Søndag morgen ved kirken, 1878 - Åben muret ildsted, 1878 - Den sidste trøst, 1880 - Et kaffeselskab hos en frisisk familie, 1897 - Frisiske kvinder foran apostelkirken i Dedsbøl, 1901 - Et møde i menighedsrådet, 1905 - På kroen, 1910 Im Kirchspielkrug |